# Marco Mécio Céler
Marco Mécio Céler (em latim: Marcus Maecius Celer) foi um político e militar romano nomeado cônsul sufecto para o nundínio de abril a maio de 101 com Caio Sertório Broco Quinto Serveu Inocente. Era oriundo da Hispânia Tarraconense. No final do reinado de Domiciano, por volta de 94, foi legado de uma legião na Síria e o poeta Estácio dedicou um poema à sua partida.

## Origem
Como os elementos finais de seu nome são os mesmos dos do cônsul em 100, Lúcio Róscio Eliano Mécio Céler, alguns especialistas sugerem que os dois eram irmãos e que este teria sido adotado por um Lúcio Róscio. Porém, Olli Salomies endossa a hipótese de Ronald Syme de que ele seria filho de Marco Róscio Célio, cônsul em 81, que se casou com uma tia do cônsul em 101 e que o nome dela passou para o filho do casal. Assim, ao invés de irmãos, os dois Mécios Céleres seriam primos.